# Португальская короткошипая акула
Португальская короткошипая акула (лат. Centrophorus lusitanicus) — вид хрящевых рыб рода короткошипых акул одноимённого семейства отряда катранообразных. Эти довольно крупные глубоководные акулы были обнаружены в ограниченных областях Тихого, Атлантического и Индийского океана на глубине свыше 200 м. Размножаются яйцеживорождением. Максимальная зарегистрированная длина 160 см. Рацион состоит в основном из костистых рыб.

## Таксономия
Впервые вид описан в 1906 году. Голотип представляет собой самца длиной 104  см, пойманного в Южно-Китайском море. Родовое название происходит от слов греч. κεντρωτός — «утыканный шипами» и греч. φορούν — «носить», а видовое — от древнеримского названия современной Португалии лат. Lusitan. 
Португальские короткошипых акул, обитающие в восточной Атлантике, крупнее и мощнее акул из Индийского и Тихого океанов. Этот вид часто путают с Centrophorus niaukang и Centrophorus granulosus. Видовая идентификация акул, за исключением представителей атлантической популяции, требует дальнейшего рассмотрения. 

## Ареал
Португальские короткошипые акулы встречаются в северо-восточной и центрально-восточной части Атлантического океана у берегов Португалии, Марокко, Канарских островов, Сенегала, Нигерии, Кот-д’Ивуар, Ганы, Камеруна и в Гвинейском заливе. В Индийском океане они обитают у южного побережья Мозамбика и, возможно, ЮАР. Есть данные о присутствии данного виды в Тихом океане в водах Китая и Тайваня, которые, однако, требуют дальнейшего подтверждения и видовой идентификации. Эти акулы держатся на континентальном шельфе и в верхней части материкового склона на глубине от 300 до 1400 м, в основном между 300 м и 600 м.

## Описание
У португальских короткошипых акул удлинённое тело и рыло. Расстояние от кончика рыла до рта равно или больше ширины рта, но короче расстояния от рта до основания грудных плавников. Анальный плавник отсутствует. Глаза крупные, овальные, вытянуты по горизонтали. Позади глаз имеются брызгальца. На фронтальной поверхности примерно от середины высоты плавников пролегают вертикальные шипы. Тело покрывают плакоидные выступающие чешуи в виде ромбов, которые не перекрывают друг друга. Каудальный свободный конец грудных плавников узкий и удлинённый, он длиннее основания и достигает точки, откуда на первом спинном плавнике выходит шип.
Первый спинной плавник очень длинный и низкий. Второй спинной короче, но примерно равен с ним по высоте. Длина его основания составляет от 1/2 до 3/5 от длины основания первого спинного плавника. Расстояние между основаниями спинных плавников у взрослых приблизительно равно дистанции между кончиком рыла и серединой основания грудных плавников. Хвостовой плавник асимметричен, нижняя лопасть развита слабо. Латеральные кили и прекаудальная выемка на хвостовом стебле отсутствуют. У края верхней лопасти хвостового плавника имеется вентральная выемка. Окрас серебристо-серого цвета.
Максимальная зарегистрированная длина составляет 160 см.

## Биология
Португальские короткошипые акулы размножаются яйцеживорождением. В помёте от 1 до 6 детёнышей. Самки достигают половой зрелости в при длине от 88 до 144 см, а самцы при длине от 72 до 128 см. Рацион состоит из костистых рыб, кальмаров и небольших катранообразных.  

## Взаимодействие с человеком
Португальские короткошипые акулы не представляют опасности для человека. Подобно прочим глубоководным акулам со схожим жизненным циклом они чувствительны к перелову. Ограниченность ареала также делает их уязвимыми. В качестве прилова они попадают в коммерческие донные ярусы, тралы и жаберные сети, ориентированные на глубоководных акул. Их перерабатывают на рыбную муку, а в солёно-вяленом виде используют в пищу. Международный союз охраны природы присвоил этому виду статус «Уязвимый».